# Pingguite
La pingguite è un minerale.